# Ricardo Mello
Ricardo Mello (Campinas, 21 de dezembro de 1980) é um ex-tenista brasileiro. Profissional desde 1999, atingiu seu melhor ranking em 25 de julho de 2005, quando foi N° 50 do mundo. Sua maior conquista é o título do ATP de Delray Beach, em 2004. Se aposentou após o Brasil Open de 2013. Também foi comentarista de tênis do canal Sports+, durante o período de suas atividades.

## Biografia
Ricardo começou a jogar aos 6 anos de idade em Araras (São Paulo), cidade onde residia. Lá começou a jogar com o professor Wilson Benedito após ganhar uma raquete de presente do seu avô materno.[carece de fontes?] Como juvenil, foi número 1 do Brasil nas categorias 12, 14, 16 e 18 anos e em 1999, quando se profissionalizou, era o 15º melhor tenista juvenil do mundo. Foi o 2º tenista brasileiro mais jovem a conquistar pontos na ATP, aos 15 anos.
Seu principal titulo foi a conquista do ATP de Delray Beach, em 2004, nos Estados Unidos. O feito o colocou em um grupo seleto de apenas 8 tenistas na historia do tênis brasileiro masculino (Edison Mandarino, Luiz Mattar, Gustavo Kuerten, Fernando Meligeni, Thomaz Koch, Jaime Oncins e Thomaz Bellucci) que conseguiram conquistar torneios ATP em simples.
Em 2005, alcançou o melhor ranking da carreira profissional como número 1 do Brasil e 50 do mundo.
Outros bons resultados em torneios ATP foram as semifinais na Costa do Sauípe, Brasil, em 2005, 2010 e 2011.
Foi integrante da equipe brasileira titular da Copa Davis, em confrontos nos anos de 2005, 2006 e 2007 e 2010.
Ganhou 15 títulos de Challengers, sendo considerado o maior vencedor no Brasil nesse tipo de torneio, e vem chegando perto do recorde mundial desta categoria, que pertence ao japonês Takao Suzuki com 16 títulos <
Encerrou o ano de 2011 como o número 85 do mundo.
Em 2013, anunciou que iria se aposentar após a disputa do Brasil Open, em São Paulo.
O brasileiro foi derrotado pelo argentino Martin Alund por 6-4 6-4 na primeira rodada, encerrando ali sua carreira.

## Ranking
- Melhor Ranking de Simples: 50° (25/07/2005)
- Melhor Ranking de Duplas: 118° (11/07/2005)

## Evolução do ranking de simples
Posição na última semana de cada ano:
- 1997: N° 1366 do mundo
- 1998: N° 918 do mundo
- 1999: N° 485 do mundo
- 2000: N° 311 do mundo
- 2001: N° 133 do mundo
- 2002: N° 144 do mundo
- 2003: N° 128 do mundo
- 2004: N° 71 do mundo
- 2005: N° 111 do mundo
- 2006: N° 134 do mundo
- 2007: N° 257 do mundo
- 2008: N° 198 do mundo
- 2009: Nº 151 do mundo
- 2010: Nº 76 do mundo
- 2011: Nº 85 do mundo
- 2012: Nº 286 do mundo
- 2013: N° 1018 do mundo

## Finais de ATP

### Simples: 1 (1-0)
| Legenda                     |
| Grand Slam (0-0)            |
| ATP World Tour Finals (0-0) |
| ATP Masters 1000 (0-0)      |
| ATP 500 (0-0)               |
| ATP 250 (1-0)               |

| Títulos por Superfície |
| Dura (1-0)             |
| Grama (0-0)            |
| Saibro (0-0)           |
| Carpete (0-0)          |

| Resultado | No. | Data                   | Torneio                      | Superfície | Adversário     | Placar        |
| --------- | --- | ---------------------- | ---------------------------- | ---------- | -------------- | ------------- |
| Vencedor  | 1.  | 13 de setembro de 2004 | Delray Beach, Estados Unidos | Dura       | Vincent Spadea | 7-6(7-2), 6-3 |

## Títulos de Challengers

### Simples: 15
| Legenda              |
| -------------------- |
| ATP Challengers (15) |

| Títulos por superfície |
| Dura (13)              |
| Grama (0)              |
| Saibro (2)             |
| Carpete (0)            |

| No. | Data                   | Torneio                       | Superfície | Adversário          | Placar                  |
| --- | ---------------------- | ----------------------------- | ---------- | ------------------- | ----------------------- |
| 1.  | 2 de julho de 2001     | Campos do Jordão, Brasil      | Dura       | Alexandre Simoni    | 7-6(8-6), 4-6, 7-6(7-5) |
| 2.  | 22 de julho de 2002    | Campos do Jordão, Brasil      | Dura       | Maximilian Abel     | 7-6(7-2), 6-3           |
| 3.  | 29 de julho de 2002    | Belo Horizonte, Brasil        | Dura       | Alexandre Simoni    | 6-3, 6-3                |
| 4.  | 17 de novembro de 2003 | Puebla, México                | Dura       | Markus Hantschk     | 7-6(7-5), 6-4           |
| 5.  | 2 de agosto de 2004    | Gramado, Brasil               | Dura       | Janko Tipsarevic    | 2-6, 7-5, 6-4           |
| 6.  | 3 de janeiro de 2005   | São Paulo, Brasil             | Dura       | Giovanni Lapentti   | 4-6, 6-2, 7-6(7-0)      |
| 7.  | 10 de abril de 2006    | Florianópolis, Brasil         | Saibro     | Diego Junqueira     | 6-3, 5-7, 7-6(7-4)      |
| 8.  | 24 de julho de 2006    | Campos do Jordão, Brasil      | Dura       | Ivo Klec            | 6-3, 6-4                |
| 9.  | 5 de janeiro de 2009   | São Paulo, Brasil             | Dura       | Paul Capdeville     | 6-2, 6-4                |
| 10. | 10 de agosto de 2009   | Brasília, Brasil              | Dura       | Juan Ignacio Chela  | 7-6(7-2), 6-4           |
| 11. | 4 de janeiro de 2010   | São Paulo, Brasil             | Dura       | Eduardo Schwank     | 6-3, 6-1                |
| 12. | 16 de agosto de 2010   | Salvador, Brasil              | Dura       | Thiago Alves        | 5-7, 6-4, 6-4           |
| 13. | 3 de janeiro de 2011   | São Paulo, Brasil             | Dura       | Rafael Camilo       | 6-2, 6-1                |
| 14. | 26 de setembro de 2011 | Recife, Brasil                | Dura       | Rogério Dutra Silva | 7-6(7-5), 6-3           |
| 15. | 24 de outubro de 2011  | São José do Rio Preto, Brasil | Saibro     | Eduardo Schwank     | 6-4, 6-2                |

## Estatísticas da carreira (ATP)
| Torneio                | 2013  | 2012   | 2011    | 2010    | 2009   | 2008   | 2007   | 2006   | 2005    | 2004    | 2003   | 2002   | 2001   | 2000  | 1999  | Total     |
| ---------------------- | ----- | ------ | ------- | ------- | ------ | ------ | ------ | ------ | ------- | ------- | ------ | ------ | ------ | ----- | ----- | --------- |
| Títulos-Finais         | 0-0   | 0-0    | 0-0     | 0-0     | 0-0    | 0-0    | 0-0    | 0-0    | 0-0     | 1-0     | 0-0    | 0-0    | 0-0    | 0-0   | 0-0   | 1-0       |
| Vitórias-Derrotas      | 0-1   | 2-6    | 8-16    | 7-11    | 0-3    | 0-0    | 5-7    | 4-9    | 16-23   | 11-8    | 5-8    | 0-1    | 2-1    | 0-0   | 0-0   | 60-94     |
| Ranking (final do ano) | 1018  | 286    | 85      | 76      | 151    | 198    | 257    | 134    | 111     | 71      | 128    | 144    | 133    | 311   | 485   | N/D       |
| Premiação (em dólares) | 6.820 | 88.885 | 216.019 | 167.869 | 69.839 | 38.349 | 69.890 | 84.390 | 227.879 | 181.003 | 66.220 | 33.285 | 43.192 | 7.034 | 5.336 | 1.484.044 |